# Лесли, Пётр Иванович

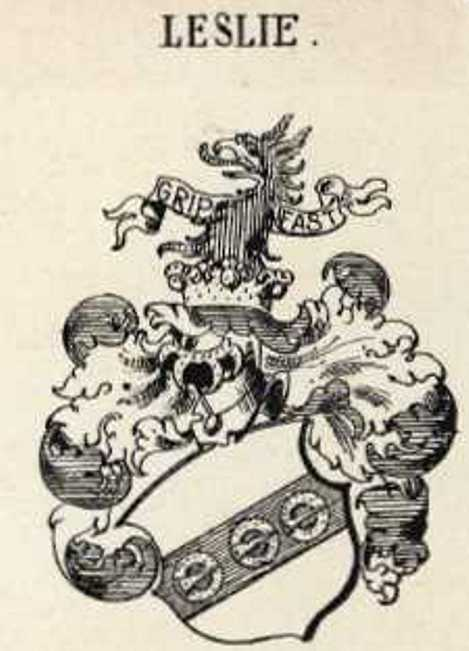
Герб Лесли

Пётр Ива́нович Ле́сли (29 июня (11 июля) 1832 — 12 (24) ноября 1877) — капитан-лейтенант российского императорского флота. 
Из дворянского рода Лесли. Внук Александра Дмитриевича Лесли (1781—1856), инициатора первого в период Отечественной войны 1812 года отряда ополчения, правнук генерала Дмитрия Егоровича Лесли.
Обучался в Морском корпусе, откуда в 1847 году произведён был в гардемарины, а в 1849 году — в мичманы и назначен в Черноморский флот. Плавая на разных кораблях в Чёрном море, он в 1853 году принял участие в Синопском сражении, за что был награждён орденом Святой Анны 3-й степени и произведён в лейтенанты. 
В 1854 и 1855 годах находился в составе севастопольского гарнизона при защите Севастополя и за отличия, оказанные при обороне Севастополя, был награждён орденом Святого Владимира 4-й степени с бантом, золотой саблей с надписью «За храбрость» и орденом Святой Анны 2-й степени с мечами.В 1856 году Лесли перевёлся из Черноморского в Балтийский флот, в следующем году находился в Бордо при наблюдении за постройкой фрегата «Светлана», а в 1861 году уволился от службы с чином капитан-лейтенанта.
Перу Лесли принадлежат две статьи, помещенные в «Морском Сборнике» за 1857 год: «Частный канатный завод в Бордо» и «Рабочий народ во Франции».
Его старший брат — Евгений Иванович Лесли (1828—1854) — капитан-лейтенант (1853), погиб при обороне Севастополя в октябре 1854 г. Его двоюродный брат Александр стал генерал-лейтенантом.  
Сын Иван Петрович Лесли в 1912 г. выпустил книгу «Смоленское дворянское ополчение 1812 г.». Второй сын Владимир был репрессирован в 1930 г. Внук Платон Владимирович Лесли (1905—1970) был режиссёром Московского Художественного театра и театральным педагогом.